# Martin Barre (muzyk)
Martin Barre, czasem występuje jako Martin Lancelot Barre (ur. 17 listopada 1946 w Birmingham) – brytyjski gitarzysta zespołu rockowego Jethro Tull (od grudnia 1968 roku).
Mieszka w Devon na południu Anglii, gdzie prowadzi własne studio nagraniowe Presshouse. W 2005 roku nabył nieruchomość w Kanadzie, w której spędza sporo czasu.
Jego nagraniowym debiutem z Jethro Tull był album Stand Up, a ulubioną płytą zespołu - niepopularny wśród fanów i krytyków Under Wraps. Muzyk jest również autorem albumów solowych, fanem Leslie Westa i zespołu Mountain, ojcem trójki dzieci oraz amatorem licznych dyscyplin sportowych.

## Dyskografia
- A Trick of Memory (1994)
- The Meeting (1996)
- Stage Left (2003)

## Filmografia
- "Message to Love: The Isle of Wight Festival" (1997, film dokumentalny, reżyseria: Murray Lerner)[1]